# Puchar Narodów Afryki 2025 (kwalifikacje)/Grupa E
Grupa E jest jedną z dwunastu grup eliminacji do turnieju o Puchar Narodów Afryki 2025. Składa się z czterech wymienionych niżej reprezentacji:
- Algieria
- Gwinea Równikowa
- Togo
- Liberia

## Tabela
| Lp. | Drużyna              | M | Z | R | P | B+ | B- | +/– | Pkt | Kwalifikacja      |
| --- | -------------------- | - | - | - | - | -- | -- | --- | --- | ----------------- |
| 1   | Algieria (A)         | 6 | 5 | 1 | 0 | 16 | 2  | +14 | 16  | Awans na PNA 2025 |
| 2   | Gwinea Równikowa (A) | 6 | 2 | 2 | 2 | 5  | 8  | −3  | 8   | Awans na PNA 2025 |
| 3   | Togo (E)             | 6 | 1 | 2 | 3 | 7  | 10 | −3  | 5   |                   |
| 4   | Liberia (E)          | 6 | 1 | 1 | 4 | 4  | 12 | −8  | 4   |                   |

|                  | Algieria | Gwinea Równikowa | Togo | Liberia |
| ---------------- | -------- | ---------------- | ---- | ------- |
| Algieria         | X        | 2:0              | 5:1  | 5:1     |
| Gwinea Równikowa | 0:0      | X                | 2:2  | 1:0     |
| Togo             | 0:1      | 3:0              | X    | 1:1     |
| Liberia          | 0:3      | 1:2              | 1:0  | X       |

## Mecze

### Kolejka 1
| 5 września 2024 21:00 CEST | Algieria · Aouar 69' · Gouiri 90+5' | 2:0(0:0)Raport | Gwinea Równikowa | Stadion Miloud Hadefi, Oran Sędzia: Djindo Louis Houngnandande |
|                            |                                     |                |                  |                                                                |

| 6 września 2024 18:00 CEST | Togo · Denkey 78' | 1:1(0:0)Raport | Liberia · 90+2' Gibson | Stade de Kégué, Lomé Sędzia: Godfrey Nkhakananga |
|                            |                   |                |                        |                                                  |

### Kolejka 2
| 9 września 2024 17:00 CEST | Gwinea Równikowa · Nlavo 17' · Buyla 75' | 2:2(1:1)Raport | Togo · 45' Aholou · 90+5' Laba | Nuevo Estadio de Malabo, Malabo Sędzia: Pacifique Ndabihawenimana |
|                            |                                          |                |                                |                                                                   |

| 10 września 2024 18:00 CEST | Liberia | 0:3(0:2)Raport | Algieria · 17' Gouiri · 25' Zorgane · 80' Bounedjah | Samuel Kanyon Doe Sports Complex, Monrovia Sędzia: Mahmood Ali Mahmood Ismail |
|                             |         |                |                                                     |                                                                               |

### Kolejka 3
| 10 października 2024 21:00 CEST | Algieria · Benrahma 29', 55' (k) · Aouar 68' · Gouiri 86' · Ammura 90+5' | 5:1(1:1)Raport | Togo · 11' Klidjé | Stadion 19 Maja 1956, Annaba Widzów: 60 000 Sędzia: Boubou Traoré |
|                                 |                                                                          |                |                   |                                                                   |

| 11 października 2024 15:00 CEST | Gwinea Równikowa · Salvador Edú 34' (k) | 1:0(1:0)Raport | Liberia | Nuevo Estadio de Malabo, Malabo Sędzia: Ahmed Arajiga |
|                                 |                                         |                |         |                                                       |

### Kolejka 4
| 14 października 2024 18:00 CEST | Liberia · Gibson 57' | 1:2(0:1)Raport | Gwinea Równikowa · 20' Nlavo · 90+4' Hanza | Samuel Kanyon Doe Sports Complex, Monrovia Sędzia: Brahamou Sadou Ali |
|                                 |                      |                |                                            |                                                                       |

| 14 października 2024 18:00 CEST | Togo | 0:1(0:1)Raport | Algieria · 18' Bensebaini | Stade de Kégué, Lomé Sędzia: Jean-Jacques Ndala Ngambo |
|                                 |      |                |                           |                                                        |

### Kolejka 5
| 13 listopada 2024 17:00 CET | Liberia · Sangare 83' (k) | 1:0(0:0)Raport | Togo | Samuel Kanyon Doe Sports Complex, Monrovia Widzów: 8 543 Sędzia: Mohamed Athoumani |
|                             |                           |                |      |                                                                                    |

| 14 listopada 2024 14:00 CET | Gwinea Równikowa | 0:0(0:0)Raport | Algieria | Nuevo Estadio de Malabo, Malabo Sędzia: Kalilou Ibrahim Traoré |
|                             |                  |                |          |                                                                |

### Kolejka 6
| 17 listopada 2024 17:00 CET | Togo · Annor 14', 87' · Denkey 53' | 3:0(1:0)Raport | Gwinea Równikowa | Stade de Kégué, Lomé Sędzia: Hillary Hambaba |
|                             |                                    |                |                  |                                              |

| 17 listopada 2024 17:00 CET | Algieria · Mandi 20' · Mahrez 29' · Bounedjah 64' · Gouiri 74' | 5:1(2:1)Raport | Liberia · 6' Dweh | Hocine Aït Ahmed Stadium, Tizi Wuzu Sędzia: Patrice Mebiame |
|                             |                                                                |                |                   |                                                             |

### 4 gole
- Amine Gouiri

### 2 gole
- Houssem Aouar
- Saïd Benrahma
- Baghdad Bounedjah
- Luis Nlavo
- William Gibson
- Yaw Annor
- Kévin Denkey

### 1 gol
- Muhammad Ammura
- Ramy Bensebaini
- Riyad Mahrez
- Aïssa Mandi
- Adem Zorgane
- Jannick Buyla
- Dorian Hanza
- Iván Salvador Edú
- Sampson Dweh
- Mohammed Sangare
- Roger Aholou
- Thibault Klidjé
- Kodjo Laba